# Wadim Michailowitsch Stschastliwzew
Wadim Michailowitsch Stschastliwzew (russisch Вадим Михайлович Счастливцев; * 24. November 1935 im Dorf Krasnyje Gorki; † 22. Januar 2024) war ein russischer Physiker, Metallkundler und Hochschullehrer.

## Leben
Stschastliwzew schloss das Studium an der Ural-Universität in Swerdlowsk 1958 ab. Anschließend arbeitete er in Swerdlowsk im Institut für Physik der Metalle der Ural-Abteilung der Akademie der Wissenschaften der UdSSR (AN-SSSR). 1964 wurde er Kandidat der physikalisch-mathematischen Wissenschaften. Mit seiner Dissertation über Röntgen- und elektronenmikroskopische Untersuchungen der Strukturveränderung im Stahl wurde er 1976 zum Doktor der physikalisch-mathematischen Wissenschaften promoviert. Ab 1982 leitete Stschastliwzew das Laboratorium für Physikalische Metallkunde. 1987 wurde er zum Professor ernannt. 1990 wurde er Korrespondierendes Mitglied der AN-SSSR. Ab 2003 war er Wirkliches Mitglied der Russischen Akademie der Wissenschaften (RAN). Ab 1992 war er Vizehauptherausgeber der russisch-englischen Fachzeitschrift Fisika metallow i metallowedenije/Physics of Metals and Metallography (Nauka, Springer).
Stschastliwzew war Schüler und Mitarbeiter Wissarion Dmitrijewitsch Sadowskis. Im Mittelpunkt der Arbeit standen die Stähle. Arbeitsschwerpunkte waren die Umwandlungskinetik unterkühlter austenitischer Stähle, die Martensitumwandlung und die Wärmebehandlungen der Stähle.
Stschastliwzew starb am 22. Januar 2024 im Alter von 88 Jahren.

## Ehrungen, Preise
- Orden der Völkerfreundschaft (1986)
- Tschernow-Goldmedaille der RAN (1990) für die Monografie über die Laser-Erhitzung und Struktur des Stahls
- Orden der Ehre (Russland) (2008)
- W.-D.-Sadowski-Preis für Metallkunde der Ural-Abteilung der RAN